# Придворные катальные горки
Придворные Катальные горки — условное именование двух катальных горок, сооружённых в Царском Селе и Ораниенбауме. Первая горка было построена в 1754–1757 годах при Елизавете Петровне и вторая — в 1762–1774 годах при Екатерине II. Обе горки были построены, чтобы развлекать русский двор, сооружения и их павильоны выделялись архитектурными изяществами. Обе горки, точнее её технические стороны, связанные с расчётами конструкций и допустимых были спроектированы русским учёным Андреем Нартовым. Первый павильон в Царском Селе был построен по проекту архитектора Франческо Бартоломео Растрелли, второй в Ораниенбауме — по проекту Антонио Ринальди.
Катание на горках среди простолюдин, так и дворян было популярным видом отдыха развлечений в Санкт-Петерубрге в зимнее время. К масленице в Петербурге на площадях или замерзшей воде возводили деревянные горки. Елизавета Петровна задумала построить горку для себя и своих приближенных, на которой можно было бы кататься и летом. После победы в Отечественной войне в 1812 году, русские, вошедшие в Париж рассказывали о катальных горках в Петербурге, после чего аналогичные сооружения, прозванные «русскими горками» сооружались уже в Европе.

## Царское село
Павильон «Большая горка» или названный Растрелли на французском  «Grande Glisade» был возведён около Екатерининского дворца и представлял собой массивное каменное здание в форме ротонды. По сторонам центрального восьмигранного грота ротонды располагались игровые и обеденные залы. Фасад здания был богато украшен скульптурами, колоннами, пилястрами и золоченными статуями в античном и барочном стилях. На втором этаже павильона, в её центральной части примыкали два «форса» — площадки для спуска по двум искусственным «горам». Нартов спроектировал вагонетки для езды с медными колёсам на стальных осях. На деревянных скатах горки были установлены железные рельсы, на которых посетители могли скатываться вниз на вагонетках.
На одну вагонетку помещалось от двух до четырёх человек. Чем их было больше, тем быстрее спускалась повозка. Под горками находился механизм, приводимый в действие лошадьми, чтобы вернуть повозки с людьми обратно на верх.
Павильон был построен в 1748 — 1749 годах за пределами Старого сада над широким склоном, с которого открывался вид на Старый сад и Большой пруд. В 1765 году по проекту архитектора Василия Неелова к павильону был пристроен третий форс. Чтобы одну из горок приспособить для катания зимой, а две другие — летом.
К 1795 году павильон с горками разобрали и на её месте по проекту Чарльза Камерона была построена галерея из пудостского камня с 32 колоннами, но вскоре она была разобрана и её материалы использовались в строительстве Михайловского замка в Петербурге. В последствии на месте горки и галереи была построена гранитная терраса в 1809 году по проекту архитектора Луиджи Руска.

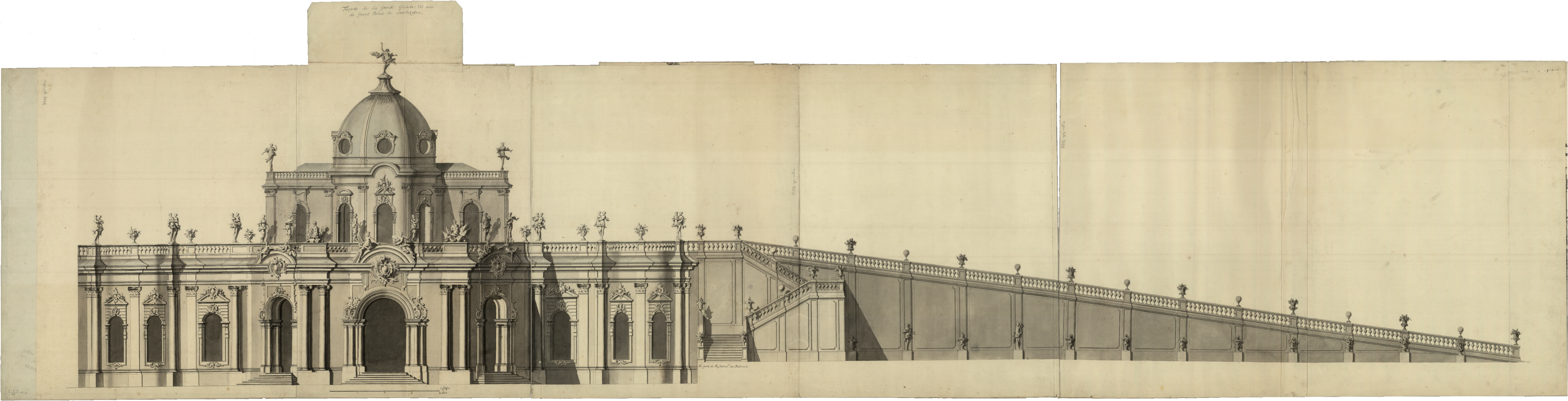
Павильон «Большая горка», Царское Село. Эскиз Растрелли

## Ораниенбаум

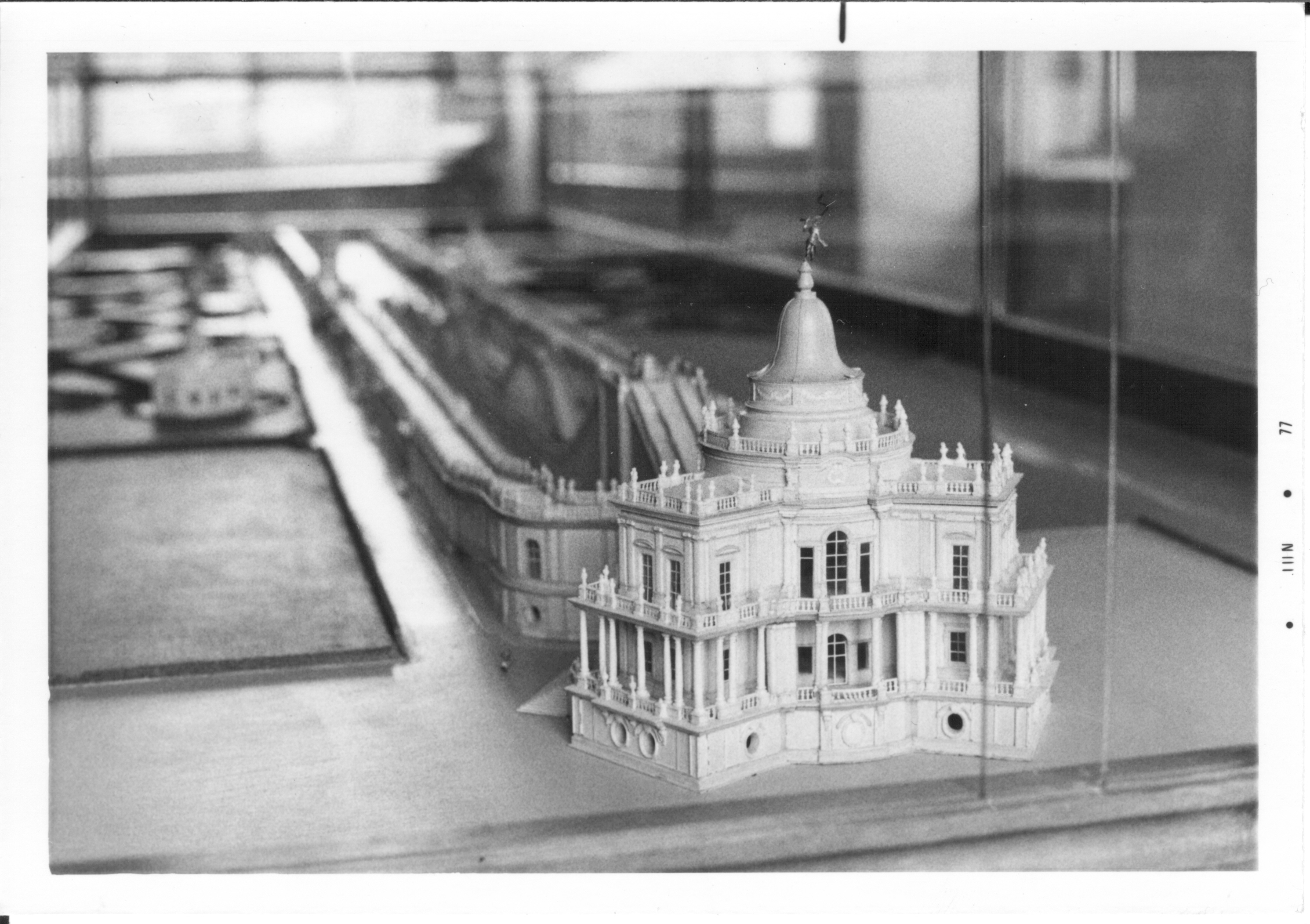
Модель катальной горки в Ораниенбауме

Вошедшая на престол молодая Екатерина II хотела построить для развлечений горки в своей летней резиденции в Ораниенбауме и куда больших размеров. Так, в 1762 — 1774 годах была построена катальная горка по проекту Антонио Ринальди. Катальный комплект состоял из павильона, крытых галерей-колоннад и деревянных скатов длинной в 532 метра. Спуск с горки совершался на высоте 20 метров. Катальные горки представляли собой сложноенженерно-техническое сооружение, имели один прямой и три волнообразных ската. Одна центральная колея предназначалась для катаний, а две боковые — для подъёма вагонеток. Сами вагонетки представляли собой золочённые коляски в виде зверей, гондол и триумфальных колесниц. Колёса тележек двигались по желобам.
Ориенбаумские катальные горки были предметом гордости императрицы, туда она приглашала иностранных гостей. Они стали прообразом для так называемых русских горок в Европе. Катальные горки также связаны с несчастным случаем, едва ли не стоившим жизни императрицы. Однажды тележка вместе с Екатериной и её фаворитом графом Орловым во время спуска опасно накренилась и едва ли не покатилась кубарём, но стоявший на запятках Орлов сумел удержать тележку в равновесии благодаря своей физической силе. 
На ораниенбаумских горках катались до 1801 года, после чего горки постепенно разрушались и в 1812 году её колоннады рухнули. Руины горок разобрали в конце 1850-х годов. Было решено сохранить павильон, который стоит до сих пор в Ораниенбауме. 
В 2024 году Газпром объявил о планах восстановить горки. 